# Comuna Boldur, Timiș
Boldur (maghiară Boldor) este o comună în județul Timiș, Banat, România, formată din satele Boldur (reședința), Jabăr, Ohaba-Forgaci și Sinersig.

## Politică
Comuna Boldur este administrată de un primar și un consiliu local compus din 11 consilieri. Primarul, Constantin-Cristian Stoi[*], de la Partidul Social Democrat, este în funcție din 1996. Începând cu alegerile locale din 2024, consiliul local are următoarea componență pe partide politice:
|  | Partid                          | Consilieri | Componența Consiliului | Componența Consiliului | Componența Consiliului | Componența Consiliului | Componența Consiliului | Componența Consiliului |
|  | ------------------------------- | ---------- | ---------------------- | ---------------------- | ---------------------- | ---------------------- | ---------------------- | ---------------------- |
|  | Partidul Social Democrat        | 6          |                        |                        |                        |                        |                        |                        |
|  | Alianța Dreapta Unită           | 2          |                        |                        |                        |                        |                        |                        |
|  | Partidul Național Liberal       | 1          |                        |                        |                        |                        |                        |                        |
|  | Alianța pentru Unirea Românilor | 1          |                        |                        |                        |                        |                        |                        |
|  | Partidul Puterii Umaniste       | 1          |                        |                        |                        |                        |                        |                        |

Primarul comunei, Constantin-Cristian Stoi, este membru PNL. Viceprimarul Constantin Săvescu este membru PD. Consiliul Local este constituit din 11 membri împărțiți astfel:
|  | Alianța Dreptate și Adevăr (1 PD și 3 PNL)  | 4 |  |  |  |  |
|  | Partidul Național Țărănesc Creștin Democrat | 3 |  |  |  |  |
|  | Partidul Social Democrat                    | 1 |  |  |  |  |
|  | Partidul România Mare                       | 1 |  |  |  |  |
|  | Partidul Conservator (PUR)                  | 1 |  |  |  |  |